# What I Mean
What I Mean是法国浩室电子音乐二人组Modjo的一首歌。这首歌于2001年9月24日作为为他们的首张录音室专辑Modjo (2001年) 的第三首单曲发行。该单曲有两个版本，一个是原始混音版，另一个是更偏向舞曲的版本。

## 曲目列表
- CD单曲 – 欧洲版本 (2001年)

1. "What I Mean" (Original album mix)
2. "What I Mean" (Aloud mix)

## 排行榜
| 成绩 (2001–2002)                 | 峰值 排位 |
| -------------------------------- | --------- |
| 奥地利（Ö3四十强单曲榜）         | 64        |
| 法国（法國唱片出版業公會單曲榜） | 88        |
| 德国（德國官方單曲榜）           | 67        |
| 意大利 (FIMI)                    | 50        |
| 蘇格蘭（官方榜单公司單曲榜）     | 66        |
| 西班牙（西班牙音樂製作協會）     | 7         |
| 瑞士（瑞士热门音乐榜）           | 17        |
| 英國（官方榜单公司單曲榜）       | 59        |